# Китира (Јура)
Китира (фр. Cuttura) насеље је и општина у источној Француској у региону Франш-Конте, у департману Јура која припада префектури Сен Клод.
По подацима из 2011. године у општини је живело 336 становника, а густина насељености је износила 56,47 становника/km². Општина се простире на површини од 5,95 km². Налази се на средњој надморској висини од 619 метара (максималној 900 m, а минималној 479 m).

## Демографија
| 1962. | 1968. | 1975. | 1982. | 1990. | 1999. | 2011. |
| ----- | ----- | ----- | ----- | ----- | ----- | ----- |
| 162   | 170   | 159   | 178   | 242   | 345   | 336   |

График промене броја становника у току последњих година